# Abschnittsbefestigung Sattlern

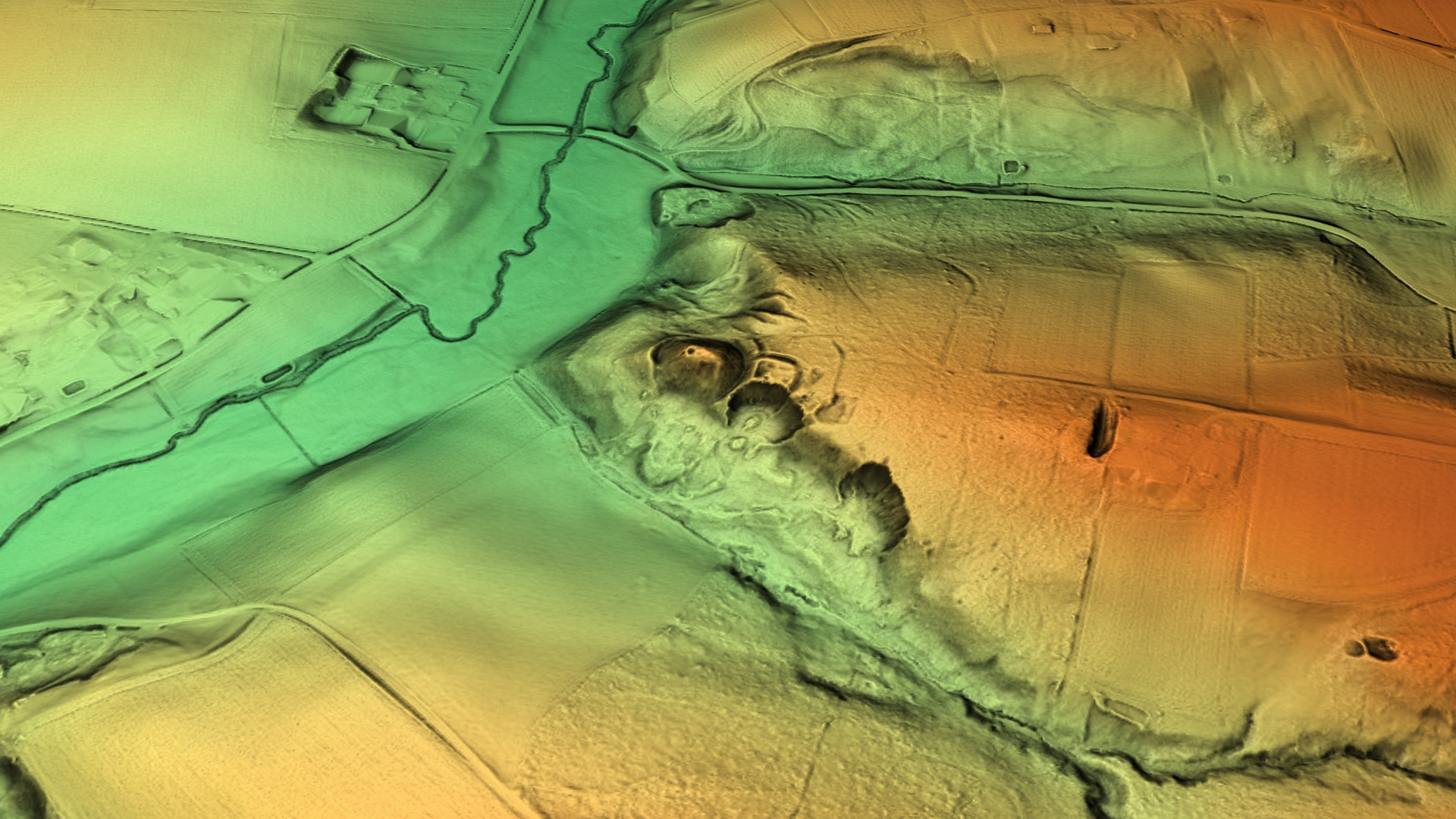
3D-Ansicht des digitalen Geländemodells

Die  Abschnittsbefestigung Sattlern  bezeichnet eine abgegangene Höhenburg nordöstlich von Sattlern, einem Gemeindeteil des niederbayerischen Marktes Arnstorf im Landkreis Rottal-Inn. Die Anlage wird als Bodendenkmal unter der Aktennummer D-2-7443-0024 als „Abschnittsbefestigung des frühen Mittelalters“ geführt.

## Beschreibung
Die Abschnittsbefestigung befindet sich auf einer nach Südsüdwest ausgerichteten bewaldeten Bergkuppe. Die Anlage liegt 50 m höher als der ca. in 600 m Entfernung vorbeifließende Kollbach bzw. der unterhalb der Anlage einmündende Augraben. Die in etwa dreieckige Grundfläche ist an der Westseite 160 groß, an der Nordseite 170 m und an der Südostflanke 200 m. Das wesentlichste Befestigungselement ist der nach Norden gerichtete Wall-Graben-Riegel. Dieser Wall weist zwei Durchlässe  auf und wird dadurch in drei Teile gegliedert. Zuerst beginnt er in nördlichen Teil der westlichen Hangkante als schwacher Randwall, biegt dann kräftig erhöht nach Ost-Nord-Ost ab (Innenböschung 2 m) und verläuft dann nach 40 m zu einem Zangentor. Mit der gegenüberliegenden Torwange beginnt der mittlere etwa 100 lange Wallabschnitt; dieser ist niedriger und nach außen gewölbt. 30 m nach dem zweiten Durchlass biegt das dritte, leicht nach innen versetzte Wallstück an der Südost-Seite nach Südwest um und verläuft wieder als 60 m langer Randwall entlang der Hangkante. Ein vorgelagerter Graben zieht vor dem Zangentor ebenfalls nach innen ein und weist hier eine Erdbrücke auf. Die Tiefe der Grabensohle beträgt bis zur Wallkrone 3 bzw. 4 m und im weiteren Verlauf 2 bis 1 m. Die Außenböschung des den  Norden abriegelnden Grabens hat einen abgeflachten Grabhügel angeschnitten. Die Anlage ist durch eine ehemalige Kiesgrube an der Südspitze und an der Nordwest-Ecke beeinträchtigt worden.